# 동경 47도
동경 47도(東經47度)는 본초 자오선에서 동쪽으로 47도 떨어진 경선이다. 북극점에서 시작하여 북극해, 유럽, 아시아, 아프리카, 인도양, 남극해, 남극을 거쳐 남극점에 이른다.
동경 47도는 서경 133도와 이어져 지구의 둘레를 이룬다.
북극점에서 남극점까지 동경 47도선은 다음 지역을 지나간다.
| 좌표                                                  | 나라, 지역, 해역 | 주석                                                                    |
| ----------------------------------------------------- | ---------------- | ----------------------------------------------------------------------- |
| 북위 90° 0′ 동경 47° 0′  / 북위 90.000° 동경 47.000°  | 북극해           |                                                                         |
| 북위 80° 46′ 동경 47° 0′  / 북위 80.767° 동경 47.000° | 러시아           | 제믈랴프란차이오시파 제도의 알렉산드라 섬                               |
| 북위 80° 35′ 동경 47° 0′  / 북위 80.583° 동경 47.000° | 바렌츠해         | 켐브리지 해협                                                           |
| 북위 80° 21′ 동경 47° 0′  / 북위 80.350° 동경 47.000° | 러시아           | 제믈랴프란차이오시파 제도의 제믈랴게오르기아 섬                         |
| 북위 80° 10′ 동경 47° 0′  / 북위 80.167° 동경 47.000° | 바렌츠해         |                                                                         |
| 북위 66° 51′ 동경 47° 0′  / 북위 66.850° 동경 47.000° | 러시아           |                                                                         |
| 북위 49° 52′ 동경 47° 0′  / 북위 49.867° 동경 47.000° | 카자흐스탄       |                                                                         |
| 북위 49° 13′ 동경 47° 0′  / 북위 49.217° 동경 47.000° | 러시아           | 18 km 정도                                                              |
| 북위 49° 3′ 동경 47° 0′  / 북위 49.050° 동경 47.000°  | 카자흐스탄       |                                                                         |
| 북위 48° 16′ 동경 47° 0′  / 북위 48.267° 동경 47.000° | 러시아           |                                                                         |
| 북위 44° 48′ 동경 47° 0′  / 북위 44.800° 동경 47.000° | 카스피해         | 키즐랴 만                                                               |
| 북위 44° 21′ 동경 47° 0′  / 북위 44.350° 동경 47.000° | 러시아           |                                                                         |
| 북위 41° 34′ 동경 47° 0′  / 북위 41.567° 동경 47.000° | 아제르바이잔     | 나고르노카라바흐를 통과                                                 |
| 북위 39° 10′ 동경 47° 0′  / 북위 39.167° 동경 47.000° | 이란             |                                                                         |
| 북위 32° 34′ 동경 47° 0′  / 북위 32.567° 동경 47.000° | 이라크           |                                                                         |
| 북위 29° 41′ 동경 47° 0′  / 북위 29.683° 동경 47.000° | 쿠웨이트         |                                                                         |
| 북위 29° 3′ 동경 47° 0′  / 북위 29.050° 동경 47.000°  | 사우디아라비아   | 리야드의 서쪽을 지난다.                                                 |
| 북위 16° 55′ 동경 47° 0′  / 북위 16.917° 동경 47.000° | 예멘             |                                                                         |
| 북위 13° 33′ 동경 47° 0′  / 북위 13.550° 동경 47.000° | 인도양           | 아덴만                                                                  |
| 북위 10° 56′ 동경 47° 0′  / 북위 10.933° 동경 47.000° | 소말리아         | 소말릴란드                                                              |
| 북위 8° 0′ 동경 47° 0′  / 북위 8.000° 동경 47.000°    | 에티오피아       |                                                                         |
| 북위 6° 59′ 동경 47° 0′  / 북위 6.983° 동경 47.000°   | 소말리아         |                                                                         |
| 북위 3° 26′ 동경 47° 0′  / 북위 3.433° 동경 47.000°   | 인도양           | 프랑스령 남방 및 남극 지역의 글로리오소 제도 환초의 서쪽 해역을 지난다. |
| 남위 15° 18′ 동경 47° 0′  / 남위 15.300° 동경 47.000° | 마다가스카르     |                                                                         |
| 남위 25° 2′ 동경 47° 0′  / 남위 25.033° 동경 47.000°  | 인도양           |                                                                         |
| 남위 60° 0′ 동경 47° 0′  / 남위 60.000° 동경 47.000°  | 남극해           |                                                                         |
| 남위 67° 17′ 동경 47° 0′  / 남위 67.283° 동경 47.000° | 남극             | 오스트레일리아령 남극 지역, 오스트레일리아가 주장한다.                  |

## 같이 보기
- 동경 46도
- 동경 48도